# Hełm dźwiękochłonny HD-3

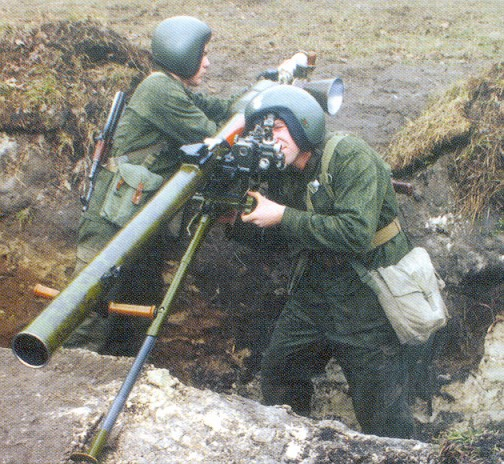
Obsługa granatnika SPG-9 w hełmach dźwiękochłonnych HD-3

Hełm dźwiękochłonny HD-3 – polski hełm z tworzywa sztucznego, opracowany i opatentowany przez Wojskowy Instytut Techniczny Uzbrojenia. 

## Budowa
Hełm HD-3 został zbudowany tak, by zakrywał szczelnie całą głowę żołnierza. Jego czerep o szerokości 280 mm i wysokości 235 mm pozbawiony jest zarówno daszka jak i nakarczka, ma natomiast wyprofilowane nauszniki umożliwiające założenie słuchawek wytłumiających. Hełm nie posiada podpinki, a wnętrze czerepu wyłożone jest dwoma warstwami gąbki. Masa hełmu to ok. 1000 g. 
Malowany jest lakierem gładkim, półmatowym koloru khaki. 

## Zastosowanie
Głównym zadaniem hełmu HD-3 jest ochrona słuchu żołnierzy znajdujących się w pobliżu źródeł dźwięku o wysokim natężeniu np. artylerzystów. Hełm może być używany także z wyposażeniem elektronicznym.
Z dostępnej dokumentacji wynika, że hełm HD-3 stosowany był najczęściej w konfiguracji z granatnikiem SPG-9 lub działem B-10.